# Cyperus burkartii
Cyperus burkartii är en halvgräsart som beskrevs av Encarnación Rosa Guaglianone. Cyperus burkartii ingår i släktet papyrusar, och familjen halvgräs. Inga underarter finns listade i Catalogue of Life.